# Celyphus rugosus
Celyphus rugosus är en tvåvingeart som beskrevs av Joann M. Tenorio 1972. Celyphus rugosus ingår i släktet Celyphus och familjen Celyphidae.
Artens utbredningsområde är Thailand. Inga underarter finns listade i Catalogue of Life.